# مشروع فوبوس
مشروع فوبوس هو بيئة تطبيق ويب خفيف الوزن وذات سكريبت بسيط وسهل يعمل على منصة جافا.
يشمل ذلك مُعالج مشكلات ذي خصائص كاملة، وسحرة إلكترونيين لمساعدتك على البدء بشكل أسرع، ومجموعة من أدوات JmakiAjax التي يمكن وضعها على الصفحة، بالإضافة إلى القدرة على إنتاج تطبيق ويب قياسي لنشره على أي حاوية خادم مصغّر أو خادم تطبيق Java EE.
إن اللغة الأساسية التي يدعمها فوبوس حاليًا هي جافا سكريبت. إن استخدام فوبوس للغة جافاسكريبت في الخادم يتيح للمطورين استخدام نفس اللغة في مستوى العميل والخادم في تطبيق الويب، ويقضي على التناقض المحتوم الذي يميّز الأساليب الأخرى في التعامل مع Ajax.